# Blake Swihart
Blake Aubry Swihart (Bedford, 3 aprile 1992) è un giocatore di baseball statunitense.

## Gli inizi

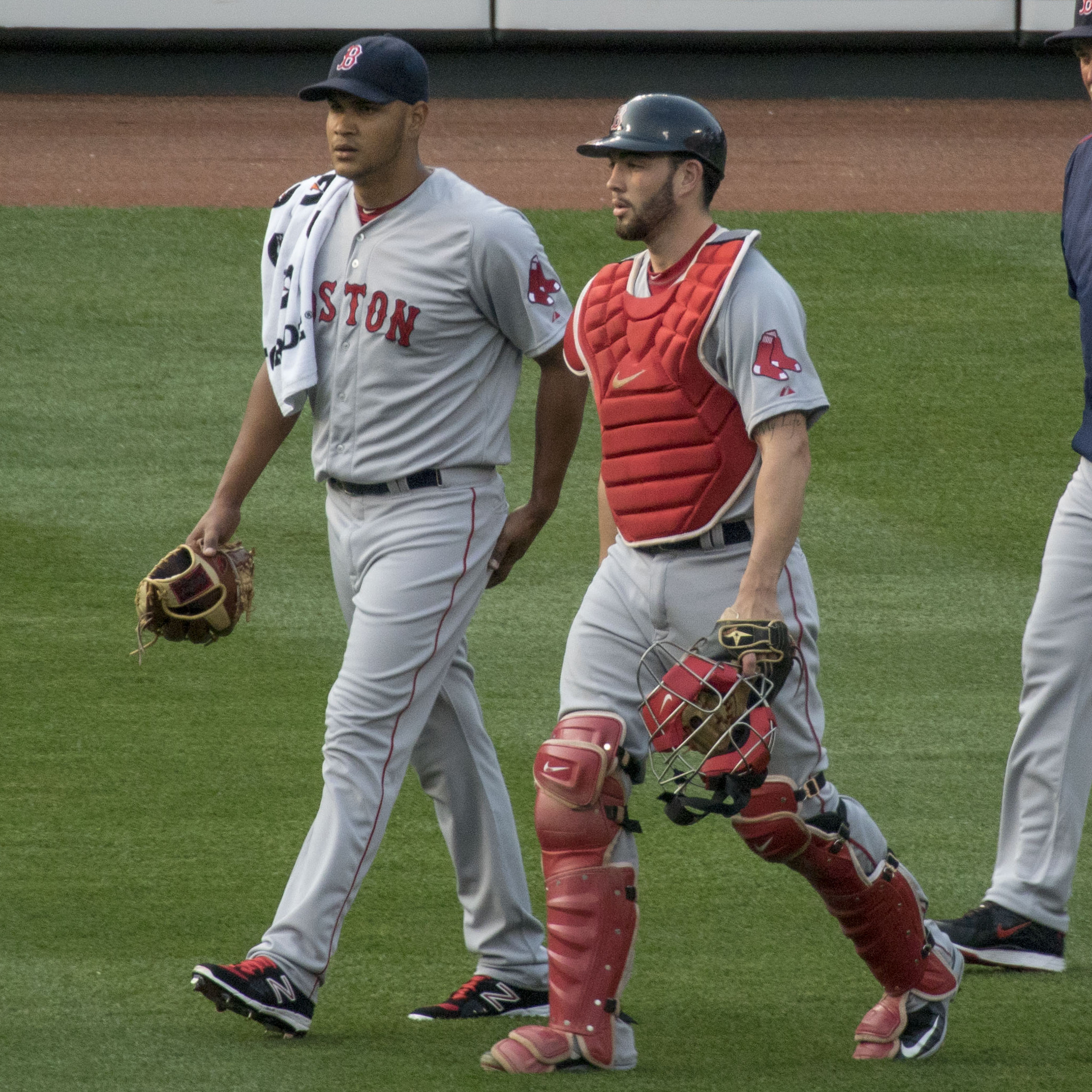
Swihart (destra) con Eduardo Rodríguez nel giugno 2015

Swihart si diplomò alla V. Sue Cleveland High School di Rio Rancho in Nuovo Messico. Si impegnò a frequentare l'Università del Texas ad Austin con una borsa di studio per il college, ma fu selezionato e firmò per la Major League.

## Minor League (MiLB)
Swihart fu selezionato come 26ª scelta assoluta nel primo turno del draft MLB 2011 dai Boston Red Sox.

## Major League (MLB)
Debuttò nella MLB il 2 maggio 2015, al Fenway Park di Boston, contro i New York Yankees. Nello spring training 2018 fu impiegato in vari ruoli, iniziata la stagione ha giocato principalmente come ricevitore ed esterno.
Il 19 aprile 2019, i Red Sox scambiarono Swihart con gli Arizona Diamondbacks in cambio del giocatore di minor league Marcus Wilson. Il 30 settembre 2019, venne svincolato dalla franchigia.
Il 16 dicembre 2019, Swihart firmò un contratto di minor league con i Texas Rangers. Venne svincolato dalla franchigia il 25 agosto 2020, senza aver disputato partite in MLB.
Il 27 gennaio 2021, Swihart firmò un contratto di minor league con i Washington Nationals con un invito allo Spring Training incluso. Disputò 70 partite nella Tripla-A e venne svincolato dalla franchigia il 13 settembre.

## Vita privata
Swihart vinse un campionato nazionale di wrestling all'età di nove anni. Suo padre, Arlan, è un ingegnere nucleare e ha giocato a pallacanestro per la Southern Illinois University.

## Palmarès
- World Series: 1

Boston Red Sox: 2018